# تشارلي بيشوب (لاعب كرة قاعدة)
تشارلي بيشوب (بالإنجليزية: Charlie Bishop)‏ هو لاعب كرة قاعدة أمريكي، ولد في 1924 في أتلانتا في الولايات المتحدة، وتوفي في 5 مايو 1993 في لورينسفيل في الولايات المتحدة.

## وصلات خارجية
- تشارلي بيشوب على موقعبيزبول رفرنس.كوم (الدوري الرئيسي) (الإنجليزية)
- تشارلي بيشوب على موقعبيزبول رفرنس.كوم (الدوري الثانوي) (الإنجليزية)
- تشارلي بيشوب على موقع مشجعي الرسوم البيانية (الإنجليزية)